# Bès (Bléone)
Der Bès ist ein Gebirgsfluss in Frankreich, der im Département Alpes-de-Haute-Provence in der Region Provence-Alpes-Côte d’Azur verläuft. Er entspringt in den französischen Seealpen, im Massif des Trois-Évêchés, unter dem Namen Ravin des Fraches, im Gemeindegebiet von Seyne, entwässert generell Richtung Südwest und mündet nach rund 39 Kilometern nördlich von Digne-les-Bains, an der Gemeindegrenze zu Marcoux, als rechter Nebenfluss in die Bléone.

## Orte am Fluss
- Le Vernet
- Verdaches
- Barles
- Digne-les-Bains

## Sehenswürdigkeiten
- Schlucht „Clues de Verdaches“